# Diocèse de Coimbra

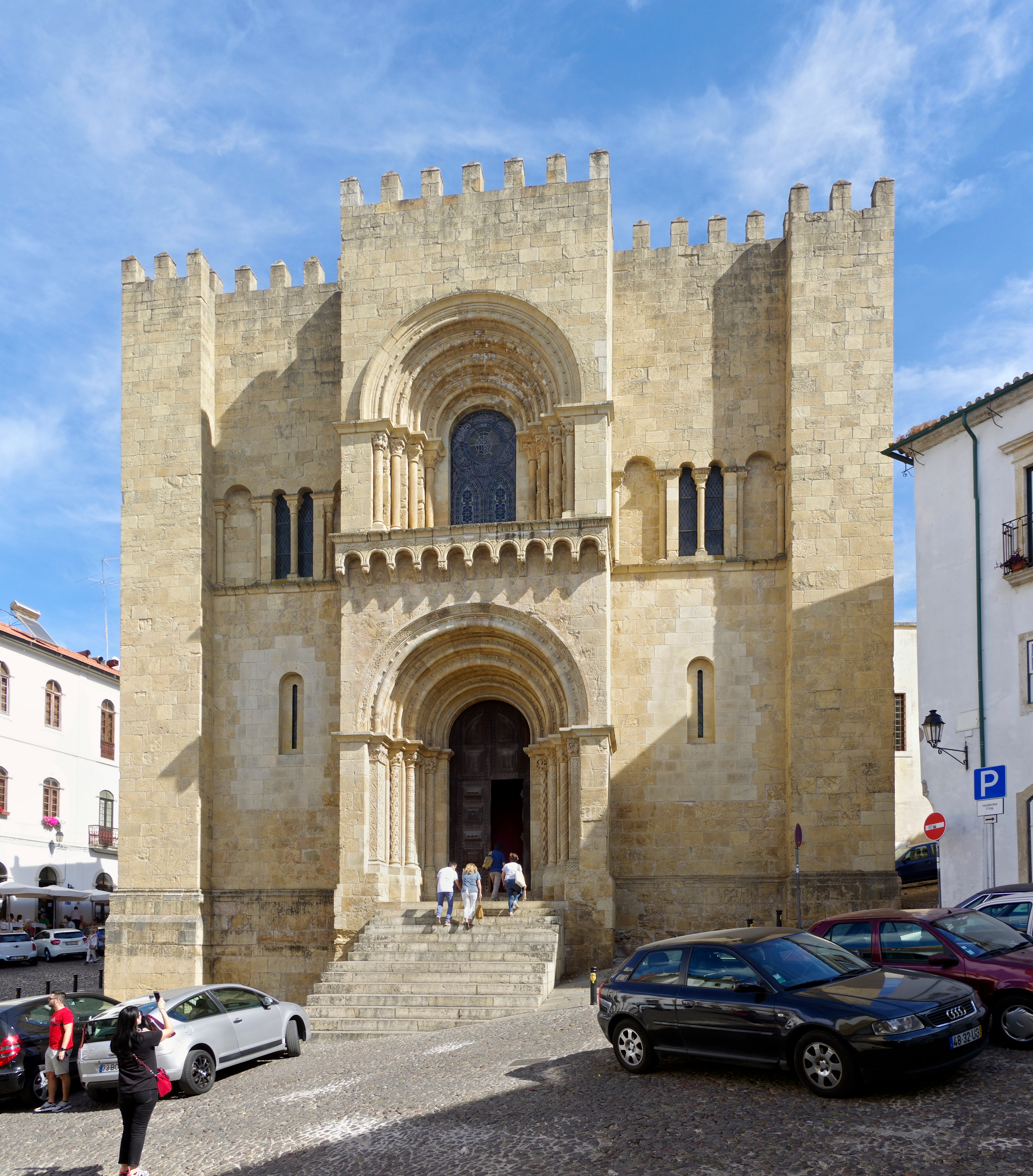
L'ancienne cathédrale de l'Assomption de la Vierge Marie, appelée Sé Velha de Coimbra.

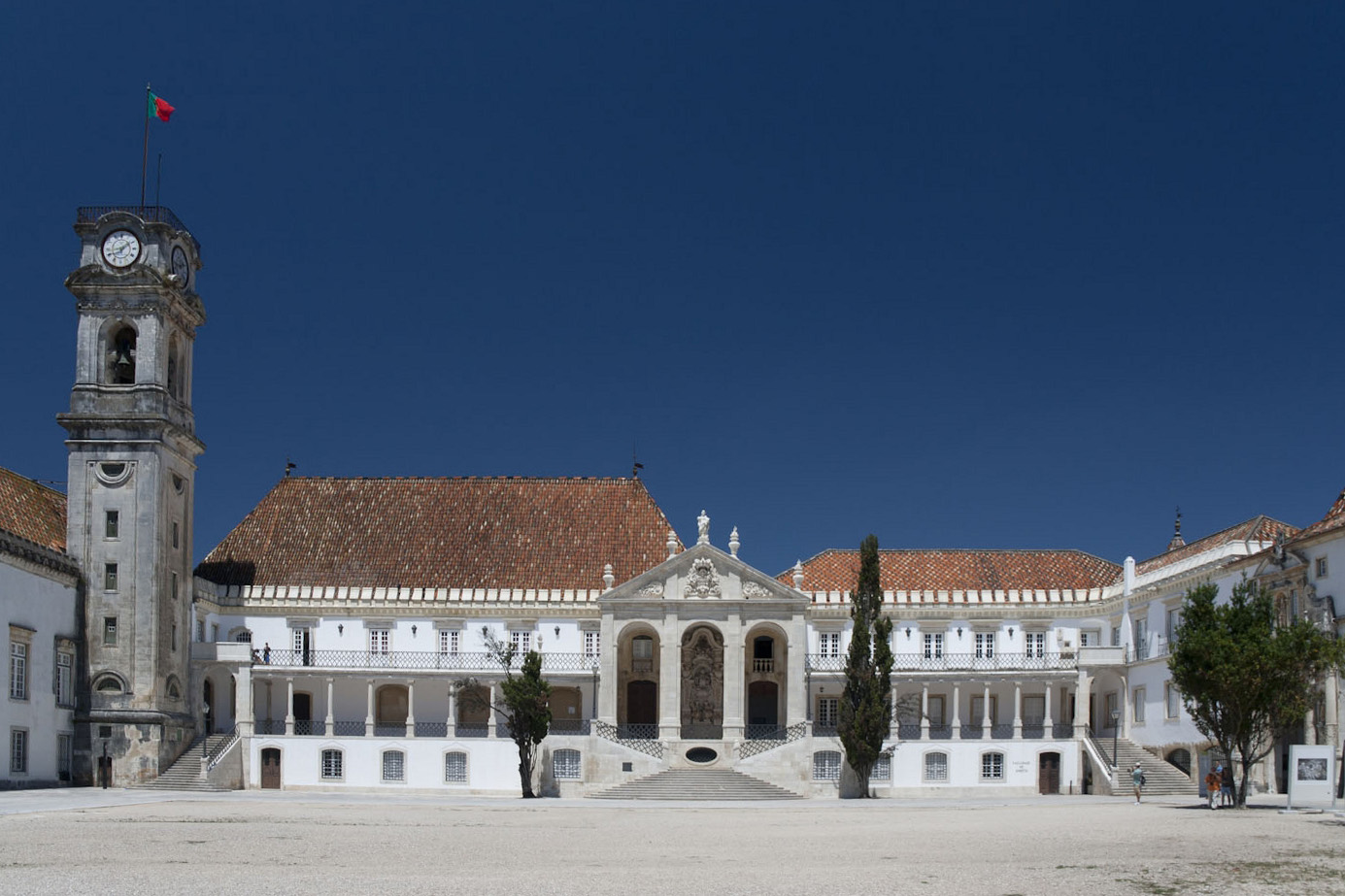
Bâtiments de l'Université de Coimbra.

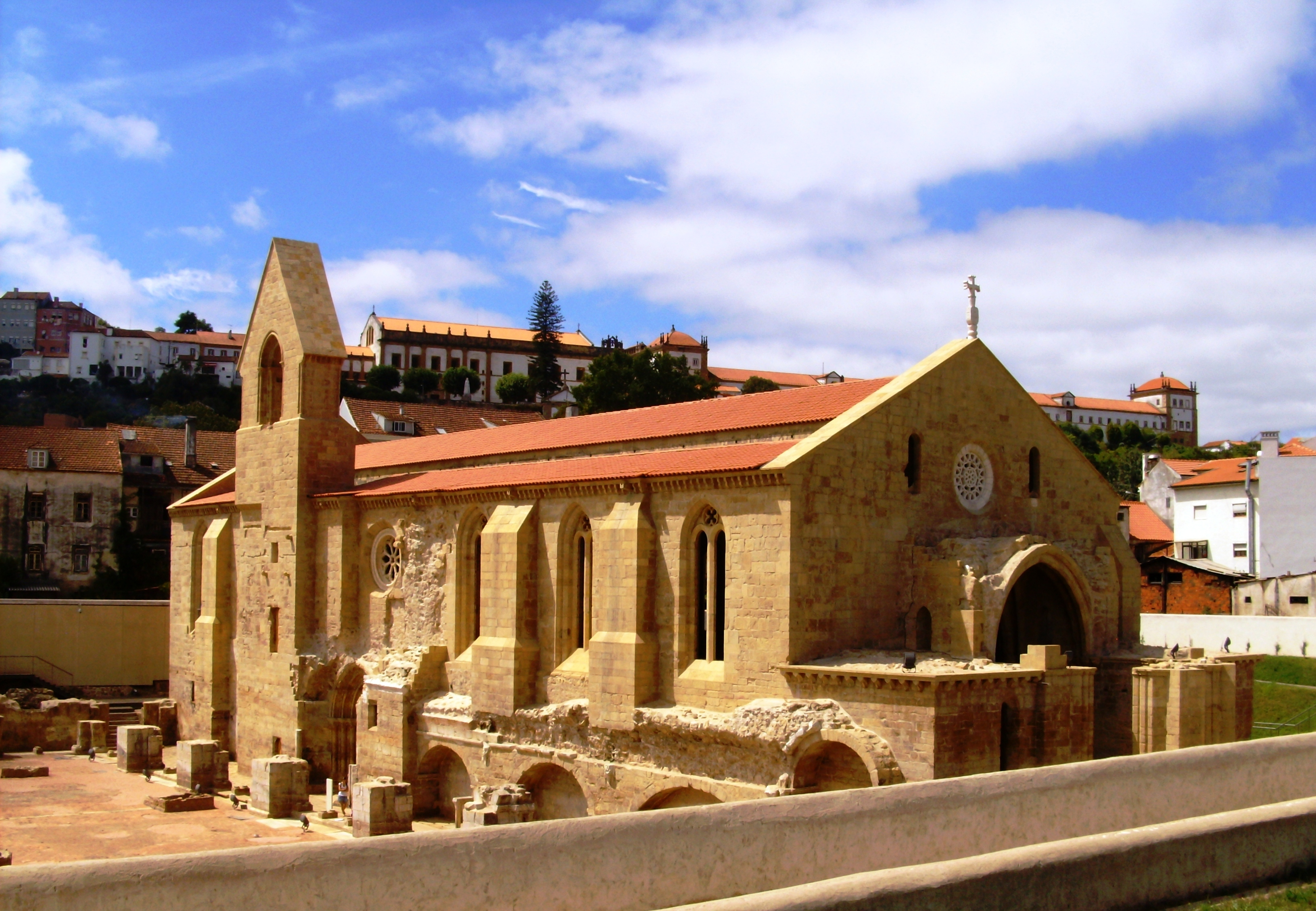
L'église de l'ancien monastère de Santa Clara (Mosteiro de Santa Clara-a-Velha), datant du XIIIe siècle.

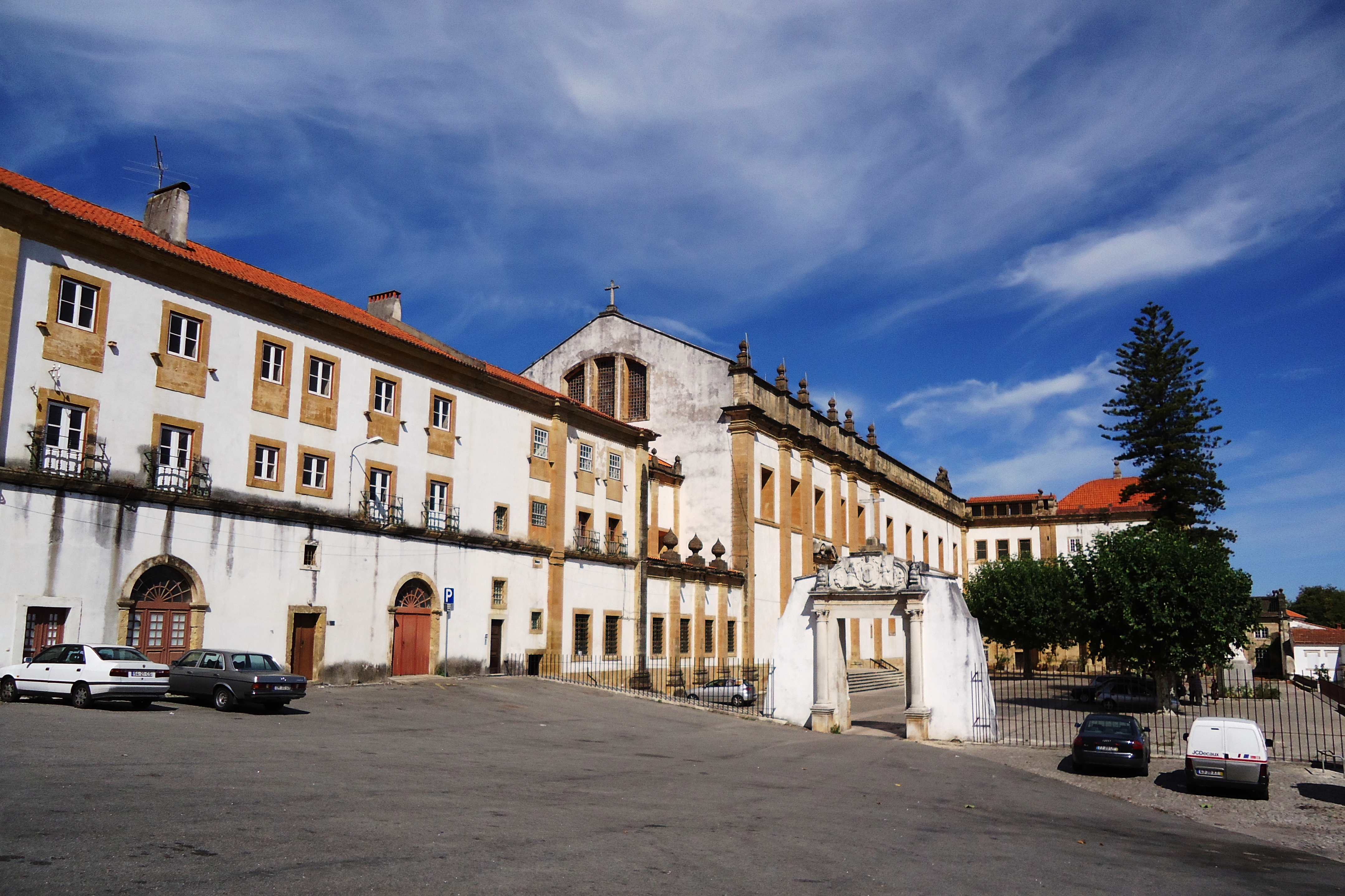
Le nouveau monastère de Santa Clara (Convento de Santa Clara-a-Nova), fondé au début du 14.

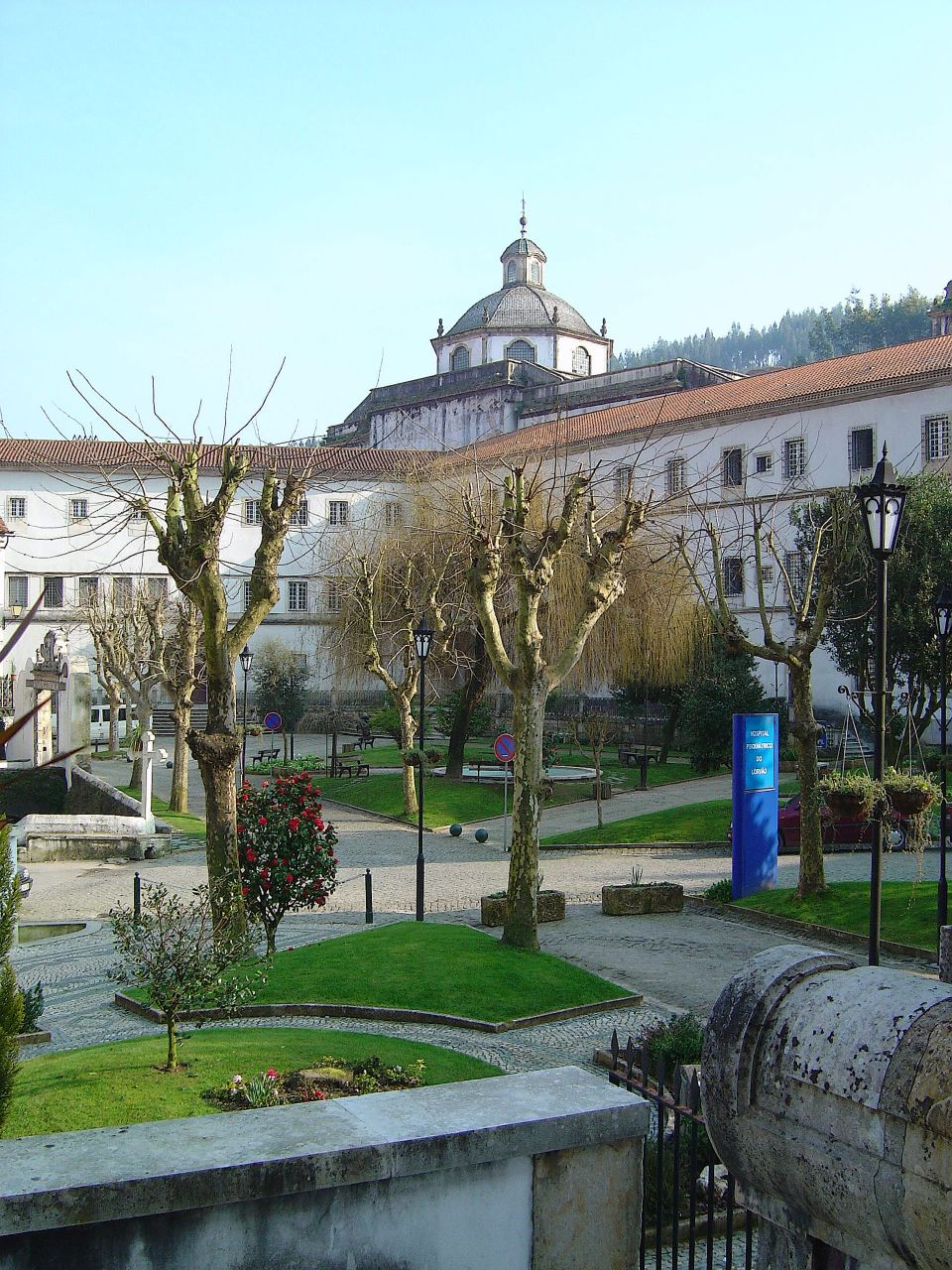
Le monastère médiéval de Santa Maria de Lorvão.

Le diocèse de Coimbra (latin : Dioecesis Colimbricensis) est un diocèse de l'Église catholique au Portugal suffragant de l'archidiocèse de Braga. En 2019, elle comptait 494 950 baptisés sur 543 500 habitants. Il est gouverné par l'évêque Virgilio do Nascimento Antunes.

## Territoire
Le diocèse comprend tout le district de Coimbra (à l'exception du district de São Gião di Oliveira do Hospital) ; la municipalité de Mealhada, dans le district d'Aveiro ; Mortágua, dans le district de Viseu ; Alvaiázere, Ansião, Castanheira de Pera, Figueiró dos Vinhos, Pedrógão Grande et une partie de Pombal dans le district de Leiria ; et Ferreira do Zêzere, dans le quartier de Santarém.
Le siège de l'évêque est la ville de Coimbra, où se trouvent la cathédrale du Très Saint Nom de Jésus et l'ancienne cathédrale de l'Assomption de la Vierge Marie.
Le territoire s'étend sur 5 300 km2 et est divisé en 270 paroisses, regroupées en 24 archiprêtré, eux-mêmes regroupés en 4 zones pastorales.

## Historique
Le diocèse de Conimbriga, correspondant à l'actuelle Condeixa-a-Velha, était déjà érigé à l'époque romaine, bien que les noms des évêques ne soient pas connus, il était suffragant de l'archidiocèse d'Augusta Emerita, siège métropolitain de la province romaine de Lusitanie. Lorsque la ville fut conquise par les Suèves en 468, une période de déclin commença, qui culmina avec le transfert du siège de l'évêque à la ville voisine d'Aeminium (Emínio). Les évêques ont continué à maintenir le titre d'épiscopes Conimbriensis, ce qui a conduit au changement du nom de la ville d'Aeminium en Conimbriga, qui à l'époque arabe est devenue Colimbria, d'où le nom moderne de Coimbra.
Les premiers évêques historiquement connus de ce siège ne remontent qu'à la seconde moitié du VIe siècle. Le premier est Lucêncio, qui participa aux conseils provinciaux de Braga en 561 et 572, auxquels Coimbra appartenait en tant que suffragant pendant la période souabe. Lorsque la région est conquise et soumise par les Wisigoths, le diocèse retourne dans la province ecclésiastique de l'archidiocèse d'Augusta Emerita (vers 650). À cette époque, il existe déjà une certaine organisation du diocèse : il est attesté que dans la première moitié du VIIe siècle, la cathédrale sainte Marie colimbrie avait un primicerium, un archidiacre et un archiprêtre. Le dernier évêque connu de cette première phase de l'histoire de Coimbra est Emila, qui a participé au 14e concile de Tolède en 693.
Le territoire du diocèse fut conquis par les Arabes en 712, qui le maintinrent avec une interruption de 1018 à 1064. À cette époque, le diocèse continua à maintenir ses structures ecclésiastiques et les noms de plusieurs évêques sont connus, dont le premier est Nausto mentionné à partir de 867.
Coimbra fut reconquise aux Arabes en 1064, et aussitôt des travaux furent entrepris pour la réorganisation du diocèse. Un différend entre les métropolites de Braga et de Compostelle est définitivement résolu en 1199 par le pape Innocent III, qui soumet le diocèse de Coimbra à la province ecclésiastique de Braga. En 1086, l'évêque Paterno établit le chapitre et fonda l'école cathédrale pour la formation des clercs. Avec les évêques Maurice Bourdin et Bernardo († 1147), la liturgie romaine fut introduite pour remplacer la liturgie mozarabe, abolie au concile de Burgos en 1080. Entre 1140 et 1180, l'ancienne cathédrale d'Aeminium fut reconstruite, elle reste la cathédrale du diocèse jusqu'en 1772, date à laquelle l'ancienne église des Jésuites devint la nouvelle cathédrale diocésaine. En 1240, fut célébré le premier synode diocésain connu, convoqué par l'évêque Tibúrcio.
Entre la fin du XIIIe siècle et le XIVe siècle, le diocèse connaît un moment de grande ferveur religieuse. L'évêque Américo Ebrard († 1295) a introduit la fête du Corpus Domini, tandis que Raimundo Ebrard I († 1324) a introduit la solennité de l'Immaculée Conception. Plusieurs monastères et couvents ont été fondés ou refondés à cette période, dont ceux de Lorvão et Vacariça, près de Coimbra, et la ville de Santa Chiara. En 1308, la célèbre université de Coimbra a été fondée, dans le cadre de la relocalisation de l'université de Lisbonne.
Le 25 septembre 1472, le roi Alphonse V, pour la précieuse contribution apportée par l'évêque dans la campagne militaire en Afrique du Nord, accorda à l'évêque João Galvão et à ses successeurs le titre de comte d'Arganil, titre qui fut maintenu jusqu'à Ernesto Sena de Oliveira au XXe siècle.
Le 22 mai 1545, le diocèse cède une partie de son territoire au profit du diocèse de Leiria (aujourd'hui diocèse de Leiria-Fátima).
Vers le milieu du XVIIe siècle, le diocèse est confronté à une situation difficile, car le Saint-Siège ne reconnaît pas le roi Jean IV et ses nominations épiscopales ne sont pas confirmées. La vacance du siège dura de 1646 à 1670 ; une autre période de vacance a eu lieu au XVIIIe siècle pour un total de 23 ans.
Le séminaire diocésain a été fondé durant l'épiscopat de Miguel da Anunciação (1740 - 1779).
Le 12 avril 1774, cède une autre partie de son territoire au profit du diocèse d'Aveiro.
Avec la réorganisation territoriale du 30 septembre 1881, les diocèses de Leiria et d'Aveiro ont été supprimés et leur territoire a été agrégé au diocèse. À la même occasion, le diocèse de Coimbra a cédé une partie de son territoire au profit du diocèse de Guarda.
Le 17 janvier 1918 et le 24 août 1938, les diocèses de Leiria et d'Aveiro sont respectivement rétablis, récupérant leurs territoires du diocèse de Coimbra.
En 1971, avec l'aide des diocèses de Leiria et de Beja, l'Institut supérieur d'études théologiques a été créé à Coimbra, affilié depuis 1991 à la faculté de théologie de l'Université catholique portugaise.

## Statistiques
En 2019, sur une population de 543 500 personnes, le diocèse comptait 494 950 baptisés, correspondant à 91,1 % du total.
| année | population | population | population | prêtres | prêtres   | prêtres   | prêtres             | diacres | religieux | religieux | paroisses |
| année | baptisés   | total      | %          | nombre  | séculiers | réguliers | baptisés par prêtre | diacres | moines    | moniales  | paroisses |
| ----- | ---------- | ---------- | ---------- | ------- | --------- | --------- | ------------------- | ------- | --------- | --------- | --------- |
| 1950  | 547.428    | 571.256    | 95,8       | 262     | 252       | 10        | 2.089               |         | 11        | 358       | 254       |
| 1970  | 578.584    | 582.578    | 99,3       | 290     | 260       | 30        | 1.995               |         | 51        | 550       | 259       |
| 1980  | 525.600    | 575.000    | 91,4       | 264     | 224       | 40        | 1.990               |         | 73        | 398       | 265       |
| 1990  | 588.000    | 597.000    | 98,5       | 243     | 203       | 40        | 2.419               |         | 75        | 392       | 266       |
| 1999  | 537.000    | 546.000    | 98,4       | 219     | 178       | 41        | 2.452               |         | 69        | 365       | 266       |
| 2000  | 537.000    | 546.000    | 98,4       | 212     | 172       | 40        | 2.533               |         | 64        | 360       | 266       |
| 2001  | 537.000    | 546.000    | 98,4       | 209     | 169       | 40        | 2.569               | 6       | 58        | 332       | 267       |
| 2002  | 508.000    | 565.000    | 89,9       | 204     | 167       | 37        | 2.490               | 8       | 56        | 337       | 267       |
| 2003  | 508.000    | 565.000    | 89,9       | 197     | 159       | 38        | 2.578               | 8       | 60        | 327       | 264       |
| 2004  | 508.000    | 565.000    | 89,9       | 194     | 157       | 37        | 2.618               | 8       | 61        | 302       | 268       |
| 2006  | 505.000    | 562.000    | 89,9       | 195     | 163       | 32        | 2.589               | 8       | 54        | 305       | 268       |
| 2013  | 500.000    | 548.500    | 91,2       | 166     | 134       | 32        | 3.012               | 13      | 49        | 284       | 269       |
| 2016  | 500.000    | 548.000    | 91,2       | 160     | 125       | 35        | 3.125               | 13      | 43        | 268       | 269       |
| 2019  | 494.950    | 543.500    | 91,1       | 131     | 115       | 16        | 3.778               | 30      | 27        | 262       | 270       |

## Sources
- Pierre David, v. Coimbre, in Dictionnaire d'Histoire et de Géographie ecclésiastiques, t. XIII, Paris, 1956, coll. 204-212
- (es) Enrique Flórez, España Sagrada, vol. XIV, deuxième édition, Madrid, 1786, p. 65-101
- (pt)   António de Jesus Ramos, c. Coimbra, Diocèse de, dans Dicionário de História Religiosa de Portugal, vol. 1, Lisbonne, 2000, p. 387-399
- (pt)   José Pedro Paiva, Os bispos de Portugal e do Império: 1495-1777, Coimbra, 2006  (ISBN 97-287-0485-2)
- (la) Pius Bonifacius Gams, Série episcoporum Ecclesiae Catholicae, Graz, 1957, p. 95–97
- (la) Konrad Eubel (de), Hierarchia Catholica Medii Aevi, vol. 1, p. 196 ; vol. 2, p. 132 ; vol. 3, p. 171 ; vol. 4, p. 155 ; vol. 5, p. 163 ; vol. 6, p. 172 ; vol. 7, p. 155 ; vol. 8, p. 213-214